# ウンベルト・マトゥラーナ

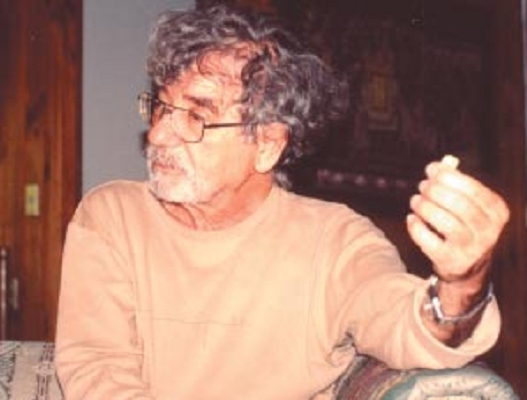
Maturana

ウンベルト・アウグスト・マトゥラーナ・ローメシン（スペイン語: Humberto Augusto Maturana Romesín、1928年9月14日 - 2021年5月6日）は、チリの生物学者。 マツラナと表記されることもある。

## 人物
神経生物学 (neurobiology) の実験から得られた観察事実に基づいて、哲学や認知科学とも関係した領域の研究を行った。 特に、1970年代はじめに教え子のフランシスコ・バレーラとともにオートポイエーシスの概念を創出したことで有名である。 
ハトの網膜の反応が外界の物理的刺激とは簡単には対応しないという観察事実がマトゥラーナがオートポイエーシスの概念にたどり着くきっかけとなった。 このことから、生命システムとは神経系を有していようといまいと認識を行うシステムであるとの考えに達し、徹底的構成主義 (radical constructivism) や相対主義的認識論 (relativistic epistemology) を提唱した。 進化プロセスに対してもそれを適者生存としてではなくナチュラル・ドリフト (natural drift) として捉えることを主張した。

## 経歴
サンティアゴ出身。チリ大学で医学のちに生物学を学び、1954年よりロックフェラー財団の奨学金を得てロンドン大学ユニヴァーシティ・カレッジで解剖学と神経生理学 (neurophysiology) を学び、1958年にハーヴァード大学で博士号を取得した。 チリ大学の "Laboratorio de Neurobiología y Biología del Conocer" （知識の神経生物学・生物学研究所） において神経科学を研究した。 

## 主な著作
- Maturana, H.R. and Varela, F.J. (1972) De máquinas y seres vivos, Santiago:Editorial Universitaria.
English version: (1980) "Autopoiesis: the organization of the living" in Autopoiesis and Cognition: the Ralization of the Living, Boston:D. Reidel; (2001) Springer, ISBN 9027710163 (pbk).
河本英夫 訳 (1991) 『オートポイエーシス — 生命システムとは何か』 国文社, ISBN 4772003673.
- Maturana, H.R. (1978) "Biology of language: the Epistemology of Reality," in Miller, G.A., and Lenneberg, E. (eds.), Psychology and Biology of Language and Thought: Essays in Honor of Eric Lenneberg, Academic Press, pp. 27–63.
- Maturana, H.R. and Varela, F.J. (1987) The Tree of Knowledge: the Biological Roots of Human Understanding, Boston:New Science Library; (1992) Rev. ed., Boston:Shambhala, ISBN 0877736421 (pbk).
管啓次郎 訳 (1987) 『知恵の樹 — 生きている世界はどのようにして生まれるのか』 朝日出版社, ISBN 4255870284; (1997) ちくま学芸文庫, ISBN 4480083898.
- Maturana, H.R. (1988) "Ontology of Observing: the Biological Foundations of Self-consciousness and the Physical Domain of Existence" in Conference Workbook: Texts in Cybernetics, American Society For Cybernetics Conference, Felton, CA. pp. 18–23.
- Maturana, H.R. (1988) "REALITY: the Search for Objectivity or the Quest for a Compelling Argument" in The Irish Journal of Psychology, 9:25–82.
- Maturana, H.R. (1999) "Autopoiesis, Structural Coupling and Cognition."